# Chanté Moore
Chanté Moore, född 17 februari 1967 i San Francisco, Kalifornien, är en amerikansk sångare, låtskrivare och kompositör. Moore blev den första artisten att få ett skivkontrakt med det nygrundade skivbolaget Silas Records (avknoppning av MCA Records) år 1991. Hon har sedan dess rönt framgångar inom genren R&B och ansetts vara en "drottning" av genren Quiet storm. Moore är en sopran och är välkänd för sina tillbakalutade och långsamma kompositioner som ofta influerats av jazz. Under sin karriär har flera album hyllats av musikjournalister. År 1992 vann hon en NCAAP Music Award i kategorin Outstanding New Artist.
För sitt debutalbum Precious (1992) mottog Moore ett guldcertifikat av Recording Industry Association of America (RIAA). Albumet följdes upp med MCA-utgivningarna A Love Supreme (1994), This Moment Is Mine (1999), Exposed (2000) och Mood (2003). Bland singelutgivningar är Moore mest känd för "Love's Taken Over" (1992), "It's Alright" (1993), "Old School Lovin'" (1994), "Bitter" (2001) och Real One" (2017) vilka alla nådde högt på amerikanska R&B-topplistorna. Hennes låt "Chanté's Got a Man" (1999) sålde guld och nådde topp-tio på mainstreamlistan Billboard Hot 100. Moore gav ut den självbiografiska självhjälpshandboken Will I Marry Me? år 2014.

## Tidiga år
Moore föddes i San Francisco men växte upp i San Diego. Moore är den yngsta av två äldre syskon. Moore växte upp i ett religiöst hushåll med en far som var pastor och en mor som sjöng i kyrkokören. Från tidig ålder var gospelmusik en stark influens i Moores liv. I en intervju med den afroamerikanska tidskriften Ebony sa Moore 1995: "Jag sjöng hela tiden. Min familj brukade vilja få tyst på mig. Dom sa; 'Håll käften Chanté, sjung inte hela tiden'. Jag brydde mig inte om hur jag lät. Det var ett uttryck för mig. Jag sjöng till alla gospelalbum, mest Andraé Crouch och Edwin Hawkins." Vid 16 års ålder fick Moore rollen som Dorothy i pjäsen The Wiz som anordnades av kyrkan hon växte upp vid. Moore hade inte tänkt på att börja sjunga professionellt men fick beröm för sin sång i pjäsen. Efter det ville Moore bli en "berömd sångerska" och provade samtidigt på att jobba som modell. Hon fick dessvärre få jobb då hon ansågs vara för kort. Moore fick chansen att träffa personer från musikbranschen när hon sjöng och dansade i lokala tillställningar i och runt San Diego. År 1989 fick hon ett genombrott när hon träffade sångaren El DeBarge under en pjäs med namnet The Heat Wave i Los Angeles. Genom DeBarge introducerades hon för hans manager Fred Moultrie som erbjöd sig att hjälpa Moore i musikindustrin.
I februari år 1991 hörde den amerikanska skivbolagschefen Louil Silas Jr. flera demoinspelningar med Moore. Han hade precis startat sitt nya skivbolag Silas Records som var en avknoppning av det större bolaget MCA Records. Silas bokade in ett möte med Moore och hennes manager. Under mötet slogs han av Moores sångtalang, personlighet och karisma och erbjöd henne ett skivkontrakt på plats. Moore blev Silas första artist. Han var ett stort fan av skivbolagschefen Berry Gordy Jr. som var verksam under Motown-tiden och hur han utvecklade och formade artister. Silas gav musikern och musikproducenten George Duke, en veteran i musikbranschen, uppdraget att ta hand om Moore och jobba med henne på ett debutalbum. Deras samarbeten gav 6 spår. Nöjd med resultatet fortsatte Silas med att skicka Moore till Chicago för att jobba på albumet med låtskrivaren och producenten Laney Stewart. En tid senare reste Moore till London för att jobba med den brittiska producenten Simon Law där Moore introducerades för Vassal Benford och BeBe Winans som bidrog med en låt var. Under skapandet skrev Moore albumets sju av elva spår. För att introducera Moore och skapa förväntningar på debuten fick Silas med Moore på soundtracket till den amerikanska långfilmen House Party 2 vilket gav "Candlelight and You", en duett med Keith Washington.

## Artisteri

### Röst och image

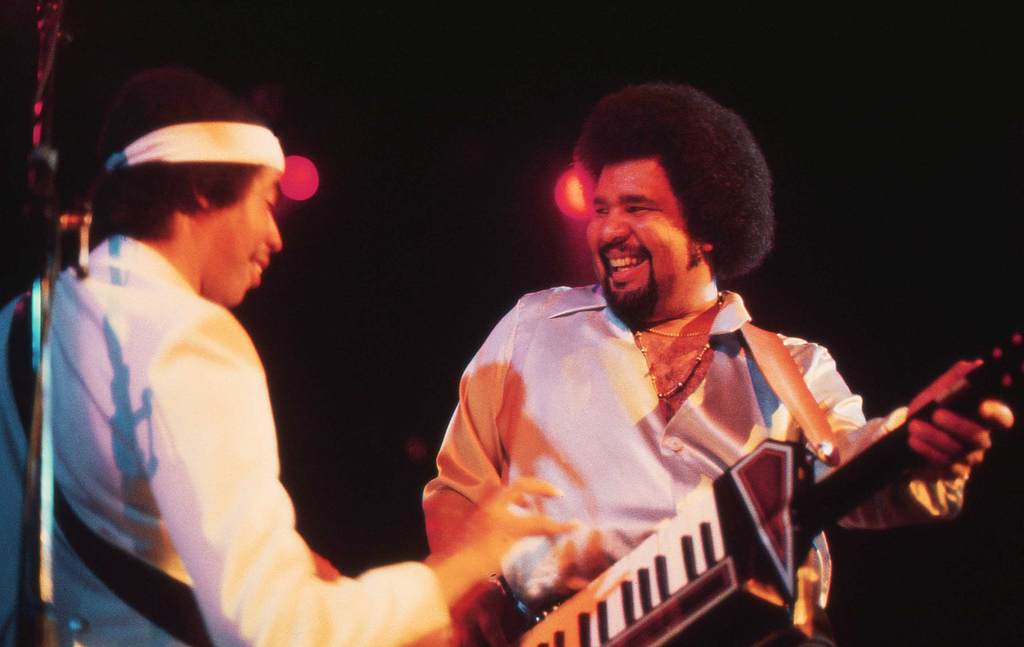
George Duke (till höger) var en av de artister som Moore lyssnade på under sin uppväxt.

Chanté Moore är en sopran och under sin uppväxt inspirerades hon av både gospelsångare och album med George Duke och Lee Ritenour. Hennes sångstil beskrevs av Allmusic som sofistikerad. För att utveckla Moores image inför debutalbumet Precious inledde hennes skivbolag Silas ett nära samarbete med MCA:s vicepresident för "artistisk utveckling" Glen Lajeski. Målet var att ge henne en "funkig och elegant" stil; "en artist som hade klass och sofistikation men som samtidigt hade en relaterbarhet". Nyckelpersoner inom mode och stil användes till debutvideon till "Love's Taken Over" som filmades i Paris. Den afroamerikanska tidskriften Ebony ansåg 1995 att Moore var synonym med "elegans och stil". På det fjärde studioalbumet Exposed introducerade Moore en mera sexuell och vågad stil än tidigare.

### Musikalisk stil
Musikaliskt har Moores musik under 1990-talet beskrivits som ett mellanting av Sade och Mary J. Blige. Hon har ofta blandat blues, jazz och pop på tillbakalutade "mjuka" ballader. Den amerikanska tidskriften Vibe krönte henne till en "drottning" av genren och radioformatet quiet storm. Under karriärens gång har Moore haft svårt att etablera sig utanför quiet storm-genren till den yngre urbana musikmarknaden. Hon har dock uttryckt att hon är "tillfreds" med att inte sålt platina. Tidskriften Ebony ansåg att låtar som "Love's Taken Over" och "It's Alright" projekterade "passion" och "odödlig och obeveklig kärlek". På sitt fjärde studioalbum Exposed ändrade Moore sitt sound och hennes musik fick subtila antydningar till hiphop medan hennes låttexter blev råare.

## Privatliv
Moore började dejta den amerikanska skådespelaren Kadeem Hardisson år 1993.

## Diskografi
- Precious (1992)
- A Love Supreme (1994)
- This Moment Is Mine (1999)
- Exposed (2000)
- Mood (2003)
- Things That Lovers Do (duettalbum med Kenny Lattimore) (2003)
- Uncovered/Covered (duettalbum med Kenny Lattimore) (2006)
- Love the Woman (2008)
- Moore Is More (2013)
- The Rise of the Phoenix (2017)
- Christmas Back to You (2017)